# Nailia Harzoune
 (août 2023).
Si vous disposez d'ouvrages ou d'articles de référence ou si vous connaissez des sites web de qualité traitant du thème abordé ici, merci de compléter l'article en donnant les références utiles à sa vérifiabilité et en les liant à la section « Notes et références ».
Nailia Harzoune (parfois écrit Naïla Harzoune) est une actrice française née le 19 juin 1990 à Bagnères-de-Bigorre.

## Biographie
À l’âge de dix-sept ans, Nailia Harzoune quitte sa région natale, où elle a grandi, pour partir pour Paris. Elle y suit les cours de danse et de jeu d’acteur donnés au conservatoire municipal W. A. Mozart.
En 2009, elle décroche son premier rôle au cinéma dans le long-métrage Divorces de Valérie Guignabodet ; elle y incarne le rôle de Célia. Elle fait ses débuts à la télévision dans Le Choix de Myriam, réalisé par Malik Chibane. L'année suivante, elle incarne la jeune Palestinienne sans-papiers de Shéhérazade et le délice casher, court-métrage d'Agnès Caffin, où elle donne la réplique à Fanny Ardant. La même année, elle joue l'un des rôles principaux aux côtés de Hiam Abbass dans le téléfilm Des intégrations ordinaires de Julien Sicard. Elle apparaît également dans Le Chat et les Souris de Eric Woreth, épisode de la série Les Petits Meurtres d'Agatha Christie.
En 2011, elle est à l’affiche d’un épisode de la série Joséphine, ange gardien. En 2014, elle joue le rôle de Nil dans Geronimo de Tony Gatlif. En 2016, elle joue dans Chouf, où elle incarne le personnage de Najette.
En 2017, elle joue Samia, le principal rôle féminin du film Patients de Grand Corps Malade et Mehdi Idir. En 2021, elle est l'héroïne du téléfilm La Bonne Conduite réalisé par Arnaud Bedouët.

## Filmographie

### Cinéma

#### Longs métrages
- 2009 : Divorces de Valérie Guignabodet : Célia
- 2014 : Geronimo de Tony Gatlif, : Nil[3]
- 2015 : Made in France : Zora
- 2016 : La Taularde de Audrey Estrougo : Linda Plancher
- 2016 : Chouf de Karim Dridi : Najette
- 2017 : Patients de Grand Corps Malade et Mehdi Idir : Samia
- 2019 : Mais vous êtes fous d'Audrey Diwan : Assia, la collègue
- 2022 : Placés de Nessim Chikhaoui : Mathilde
- 2024 : La Femme cachée de Bachir Bensaddek: Halima
- 2024 : Bonjour tristesse de Durga Chew-Bose : Elsa

#### Courts métrages
- 2010 : Shéhérazade et le délice casher d'Agnès Caffin : Shéhérazade
- 2015 : Renaître de Jean-François Ravagnan : Sarah
- 2022 : Les Primates de Mathis Raymond et Marguerite Thiam Donnadieu

### Télévision
- 2009 : Le Choix de Myriam (série télévisée), saison 1 : Yasmina adolescente
- 2009 : Pour ma fille (série télévisée), saison 1, épisode 3 : Vengeance) de Claire de la Rochefoucauld : Safa
- 2010 : Les Petits Meurtres d'Agatha Christie (série télévisée), saison 1, épisode 5 : Le Chat et les Souris : Shaïna
- 2010 : Des intégrations ordinaires (téléfilm) de Julien Sicard : Hakima
- 2011 : Joséphine, ange gardien (série télévisée), saison 13, épisode 6 : Yasmina Bouazid
- 2015 : Neuf jours en hiver (téléfilm) : Irène
- 2019 : Le Grand Bazar (série télévisée) de Baya Kasmi
- 2021 : Disparu à jamais (série télévisée) : Judith
- 2021 : La Bonne Conduite (téléfilm) d'Arnaud Bedouët : Yasmina
- 2023 : 66-5, mini-série d’Anne Landois : Yasmine
- 2023 : De Grâce, mini-série de Vincent Maël Cardona : Nawal Kharbouch
- 2024 : Citoyens clandestins de Laëtitia Masson : Amel